# Стефан Лютаков
Стефан Лазаров Лютаков е български скулптор

## Биография
Роден е на 22 юни 1955 г. в Пазарджик. През 1970 г. завършва основното си образование в Пазарджик. Завършва Национално училище за изящни изкуства „Илия Петров“ – София през 1974 г. През 1980 г. завършва специалност „скулптура“ във ВТУ „Св.Св.Кирил и Методий“ – В. Търново. През 1985 г. е избран за член на Съюза на българските художници. От 1996 г. е доцент по скулптура във ВТУ „Св. Св. Кирил и Методий“, а от 2002 г. – професор в същия университет. От 2007 до 2019 г. е ръководител катедра „Скулптура“ на ФИИ на ВТУ „Св.Св.Кирил и Методий“. 2017 – 2020 – професор по скулптура в Национална художествена академия – София.
- Член на Съюза на българските художници – 1985 г.[1]
- Специализира в Cité internationale des arts – Париж, Франция – 1994 г.[1]

## Заемани длъжности
- 1996 – 2020 – Професор по скулптура във ВТУ „Св. Св. Кирил и Методий“[1]
- 2007 – 2019 – Ръководител катедра „Скулптура“ на ФИИ на ВТУ „Св.Св.Кирил и Методий“[1]
- 2017 – 2020 – Професор по скулптура в Национална художествена академия – София

## Творчество

### Избрани участия в колективни изложби
От 1981 г. до сега е участвал в над 150 общи, колективни и представителни изложби на българското изкуство в страната и чужбина, фестивали и др., някои от които:
- 2018 г. – Проект „Пътека на изкуството“, Редницембах, Германия – скулптура на открито „Пасаж“, русенски варовик[2]
- 2015 г. – „Изкуство за промяна 1985 – 2015“, Софийска градска художествена галерия (куратор Мария Василева) – София[3]
- 2014 г. – Биенале на визуалните изкуства „Август в изкуството“ – Варна, Градска художествена галерия, „Класично – съвременно“(куратор Румен Серафимов)[3]
- 2013 г. – Изложба „120 години българско изкуство. Едно десетилетие (1972 – 1982). ОХИ „Земята и хората“, Галерия на СБХ, ул. „Шипка“ 6[3]
- 2012 г. – Проект „Идея за дом“ – изложба „Хлябът“ (куратор Весела Радоева), СБХ, „Шипка“ 6, София[3]
- 2011 г. – „Светещи каменни фенери и скулптурни форми посветени на Япония“, международна колективна изложба в галерия „Мисията“, София[3]
- 2009 г. – Национална изложба „Родени независими“, СБХ, „Шипка“, 6, София[3]
- 2009 г. – Колективна изложба „25 години галерия Арт 36“, галерия „Арт 36“, София[1]
- 2008 г. – Българо – Японска изложба „Послания за мир изваяни от камък“, Министерство на външните работи, София[3]
- 2006 г. – Изложба „Съвременно българско изкуство“, Кюнстлерхаус, Виена[3]
- 2005 г. – Участие с три пластики в скулптурния парк на Министерство на външните работи;[3]
- 2005 г. – Награди за съвременно българско изкуство (куратор Ирина Баткова, проект на М-тел), изложба в София, СБХ, „Шипка“ – 6[1]
- 2000 г. – Участие в Проект „Скулптура – 21 век“, Парк „Оборище“, София[1]
- 2000 г. – Изложба „Въздушни коридори“, „Баня Старинна’’, Пловдив[1]
- 1999 г. – Изложба „Светлинни проекции“, Градска художествена галерия, Варна[1]
- 1997 г. – Съвременно българско изкуство, Амстердам, Холандия[1]
- 1997 г. – Изложба „Данте в България“, Дантев център, Равена, Италия[1]
- 1995 г. – Изложба „Портрет на едно поколение“, НХГ, София (куратор Ружа Маринска);[1]
- 1994 г. – Колективна изложба „131 художника от 41 държави“, Cite Internationale des Arts, Париж, Франция
- 1992 г. – Първи международен фестивал „Процес – Пространство“, Балчик (куратор Д. Грозданов);[1]
- 1988 г. – Изложба „11.11. 89“, Благоевград (куратор Сашо Стоицов);
- 1987 г. – Българско изкуство, Бон, Кунстлерфорум, Германия
- 1986 г. – Будапеща, Унгария – Международно триенале на малката пластика[1]

### Реализирал е над 30 самостоятелни изложби по-важни от които
- 2019 – Галерия Арте – София, „Изгубената овца“
- 2019 – Малката базилика – Пловдив (с Николай Минчев – фотография)
- 2018 – Галерия „Боев“, Пазарджик – скулптури и рисунки[3]
- 2017 – Художествена галерия „Владимир Димитров – Майстора“ – Кюстендил
- 2014 – Галерия „A & G Art meeting“ – Варна, „Природно – митологично“ (със Свилен Блажев и Станислав Памукчиев)[1]
- 2007 – Галерия „Сариев“ – Пловдив, „ Орехотрашачка” (пластики от чугун)
- 2005 – Национална художествена галерия, „Лично пристанище“ – юбилейна[3]
- 2002 – Галерия „Ирида“ – София „Човек, който...“[3]
- 2002 – Дом Витгенщайн – Виена, Австрия – „Alles Lyutakov“ (с Елена Лютакова и Лазар Лютаков)[3]
- 2000 – Хайделберг, Германия – Галерия „Недев“[1]
- 2000 – Манхайм, Германия – Кунстферайн[1]
- 1998 – Галерия „Ирида“, София[1]
- 1997 – Градска художествена галерия – Стара Загора[1]
- 1996 – Софийска градска художествена галерия[1]
- 1995 – Галерия „Арт 36“ – София[1]
- 1991 – Галерия „Досев“ – София[1]
- 1988 – Виена, Aвстрия – Дом „Витгенщайн“ [1]
- 1987 – Будапеща, Унгария – Български културен център[1]
- 1985 – Първа самостоятелна изложба – Зала „Раковски“ 108, София

### Участва в скулптурни симпозиума някои, от които
- 2017 – Международен симпозиум „Плевен“ (мрамор)[3]
- 2015 – Германия, Беринген, Международен скулптурен симпозиум – „Прозрение“ (камък )[3]
- 2014 – Германия, Сент Блазиен, Международен скулптурен симпозиум – „Огън и вода“ (дърво)[3]
- 2013 – Проект на Община Пазарджик „По Канала“ (куратор и участник)[3]
- 2012 – Китай, Чанчун ( Jingyue зона за развитие ), 13 международен скулптурен симпозиум (бронз)[3]
- 2009 – Международен скулптурен симпозиум „ Допирни точки 2009 ” (камък, дърво, метал), Пазарджик (куратор и участник)[3]
- 2008 – Първи национален „Академичен скулптурен симпозиум“ (камък), В.Търново (куратор и участник)[4]
- 2008 – Международен симпозиум „Константин Брънкуш“, Търгу Жиу, Румъния (камък)[3]
- 2006 – Национален скулптурен симпозиум „Дръстар“, Силистра (скрап)[4]
- 2005 – Национален скулптурен симпозиум „Брегове от глина“, Червен бряг[3]
- 2005 – Япония, Сакурагава, програма „Артист ин резиденс“ ( реализирани две пластики от гранит)[3]
- 1999 – Международен симпозиум Перник (скрап)[1]
- 1998 – Международен симпозиум, Илинденци (камък)[1]
- 1989 – Словакия, Вишне Ружбахи, Международен симпозиум, (камък)
- 1986 – Международен симпозиум, Сандански (камък)[1]
- 1983 – Международен симпозиум, Бургас (камък)[1]

## Други изяви
Куратор е на много младежки скулптурни симпозиуми като „Среща в Разград“ (Създадените скулптури от русенски варовик са ситуирани в центъра на Разград), „Ветрен“ (гр. Ветрен – мрамор), „Изгрев в Шабла“ (Създадените 20 скулптури от камък са експонирани в центъра на Шабла и Зеленият образователен център). В продължение на 10 години от 2011 до 2021 г. организира „Младежка скулптурна колония – Ксилифор“ в парк Ксилифор край Велико Търново, където млади скулптори и студенти реализират в паркова среда над 100 пластики от дърво.
Творби на Стефан Лютаков са в колекция „Лудвиг“, Германия; Скулптурен парк „Юго Вутен“, Геел, Белгия; Арт – център „Юго Вутен“, Херенталс, Белгия; колекция „Светлин Русев“ – София; музей на камъка – Сакурагава, Япония; Национална художествена галерия, Софийска градска художествена галерия, галерия „Уни – Арт“ на Нов български университет, колекция на Иван Ненков, в колекциите на почти всички градски галерии в страната /Добрич, Монтана, Смолян, Велико Търново, Пазарджик, Търговище, Перник и други частни колекции в България и чужбина – Франция, САЩ, Швейцария, Полша, Австрия, Япония и др.
Монументални творби на Стефан Лютаков са експонирани на открито в Чанчун – Китай (централен парк ), Сакурагава (префектура Ибараки) – Япония, Геел – Белгия, Вишне Ружбахи – Словакия, Кайзерщайнбрух – Австрия, Търгу Жиу – Румъния, Сент Блазиен – Германия, Беринген – Германия, Редницембах – Германия, с. Илинденци, Перник, София (Парк „Оборище“), Скулптурен парк на Министерството на външните работи, в Пазарджик, Сандански, Бургас, Велико Търново, Разград, Раковски, Шабла и други градове в България. Автор е на паметника на Хр. Ботев в Пазарджик, на скулптурната композиция „Св. Св. Константин и Елена“ в Пазарджик и др.

## Награди
- 2016 – Голямата награда за скулптура от петия „Национален конкурс на Алианц България за живопис, скулптура и графика 2015 – 2016“[3]
- 2014 – Награда за цялостен принос в развитието на културата на Община Пазарджик[3]
- 2005 – Наградата за съвременно българско икуство (скулптура) на М-тел за 2005 г.[3]
- 1998 – Наградата за скулптура в Международното биеналето на хумора и сатирата – Габрово[3]
- 1997 – Годишната награда на галерия „Ирида“ за най-добра изложба[3]
- 1996 – Наградата на Масажи Асага (Япония) в Международното биеналето на хумора и сатирата – Габрово[3]
- 1995 – Наградата за скулптура на СБХ за участие в „Есенен салон’94“ – София[3]
- 1990 – Наградата за скулптура на СБХ за участие в изложбата „Ястребино“ – Търговище[3]
- 1989 – Наградата на СБХ за цялостно представяне в VІІІ Национална младежка изложба – София[3]
- 1986 – ІІ-ра Награда на Министерство на културата за участие в изложбата „Април – 1876“ – Пазарджик[3]